# Rich Client Platform
Rich Client Platform (RCP) — набор модулей для разработки программного обеспечения, состоящий из:
- Ядра.
- Фреймворка для разработки.
- Набора виджетов.
- Средства для работы с файлами.
- Интегрированной рабочей среды.

RCP предоставляет программистам средства построения собственных приложений на основе готовых модулей. Это позволяет снизить затраты на разработку, так как не требуется самостоятельно разрабатывать типовые блоки программ, а можно воспользоваться уже готовыми, оттестированными решениями.
Также это повышает совместимость разрабатываемых приложений, так как используется общее API.